# A Voz de Portugal (jornal)
A Voz de Portugal foi um jornal regional português, de Arouca, fundado por António Alexandre de Oliveira

 (António d’Oliveira) e publicado entre 04/06/1904 e 22/10/1910, de periodicidade semanal, publicado ao sábado. Foi o primeiro jornal impresso em Arouca. Vencedor do “Gran Premio” do “Concurso Internacional en Madrid”, da “Sociedad General de Exposiciones y Concursos” em 31/12/1907.

## História
A Voz de Portugal – “Órgão dos Interesses do Concelho D’Arouca” – foi o primeiro jornal publicado em Arouca. O proprietário e diretor era António de Oliveira, farmacêutico, e o editor foi, até maio de 1907, Alexandre José de Oliveira, seu pai. Foram publicados 279 números. Era publicado semanalmente, aos sábados. Houve uma publicação anterior, “O Comércio de Arouca”, o qual era, porém, impresso no Porto e tinha conteúdo comercial e publicitário (e não noticioso ou jornalístico).

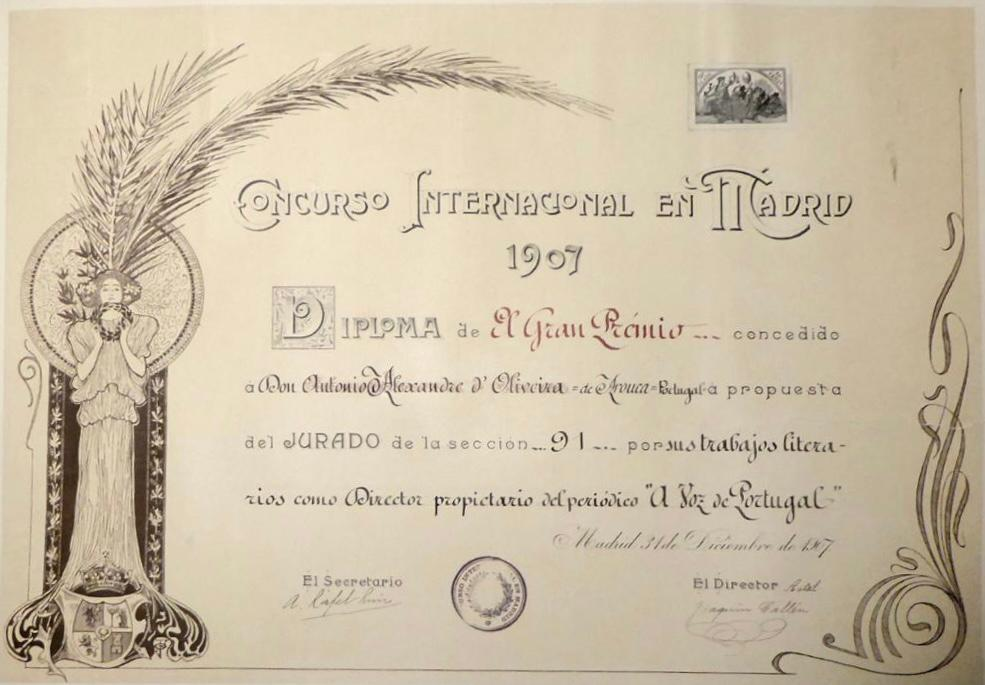
Diploma do Gran Premio do Concurso Internacional de Madrid de 1907

Apresentou-se como um jornal independente, quer quanto às formas de governo (monarquia ou república), quer quanto aos partidos políticos. A Voz de Portugal foi premiada, na pessoa de António d’Oliveira, seu diretor, em 31/12/1907, com o “Gran Premio” do “Concurso Internacional en Madrid”, da “Sociedad General de Exposiciones y Concursos”, “por sus trabajos literários como Director proprietário del periódico «A Voz de Portugal»”.

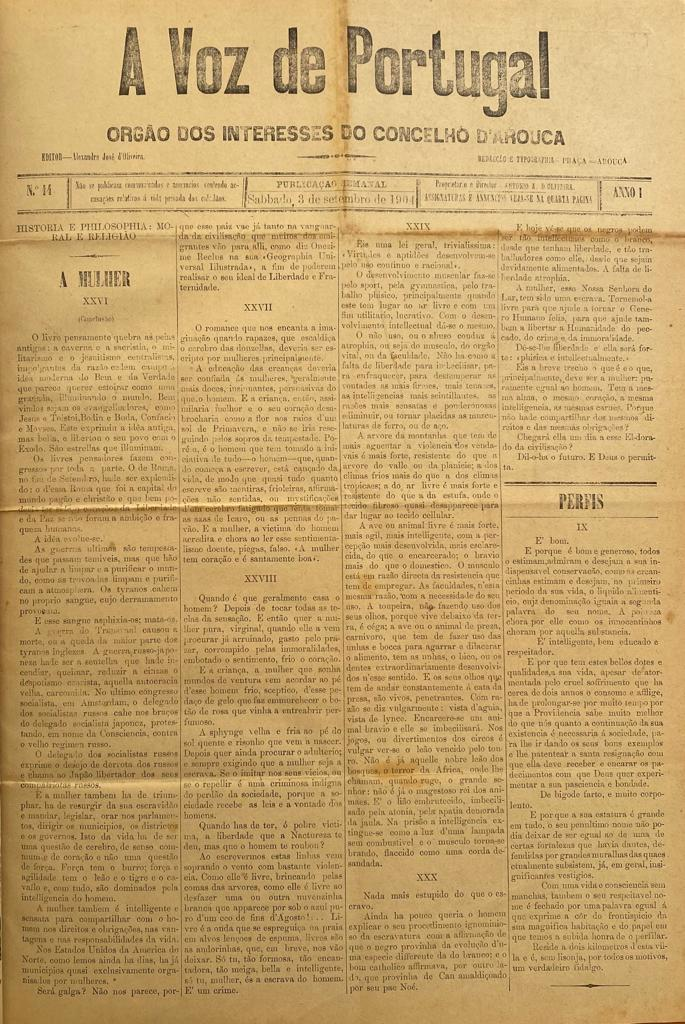
A Voz de Portugal, 03-09-1904 - A Mulher

Tinha, entre a sua lista de colaboradores ativos, duas mulheres: a D. Indaleta Amélia de Souza Zink (Ida de Souza) e D. Maria Cândida Soares de Carvalho. Esta última era filha de Elias Soares de Carvalho, um dos mais prolíferos redatores do jornal.
Egas Moniz e o Conselheiro José Luciano de Castro eram assinantes do jornal. Este último escreveu cerca de uma dezena artigos breves n’A Voz de Portugal. A Voz de Portugal destacou-se pela defesa da liberdade de imprensa. O diretor do jornal foi objeto vários processos por crime de abuso de liberdade de imprensa, na sequência de artigos críticos publicados no jornal. Destacou-se também pela defesa da igualdade de direitos da mulher, tendo António d’Oliveira dedicado dez editoriais seguidos ao tema da emancipação da mulher, entre junho e setembro de 1904.
Um ano depois do lançamento d’A Voz de Portugal, em agosto de 1905, surgiu a “Gazeta de Arouca”, cuja publicação deu aso a repetidos debates entre os dois jornais, sobre temas variados de interesse local, nacional e intelectual. O jornal encerrou na sequência da implantação da República, tendo publicado o seu último número em 22/10/1910.

### Lista de colaboradores

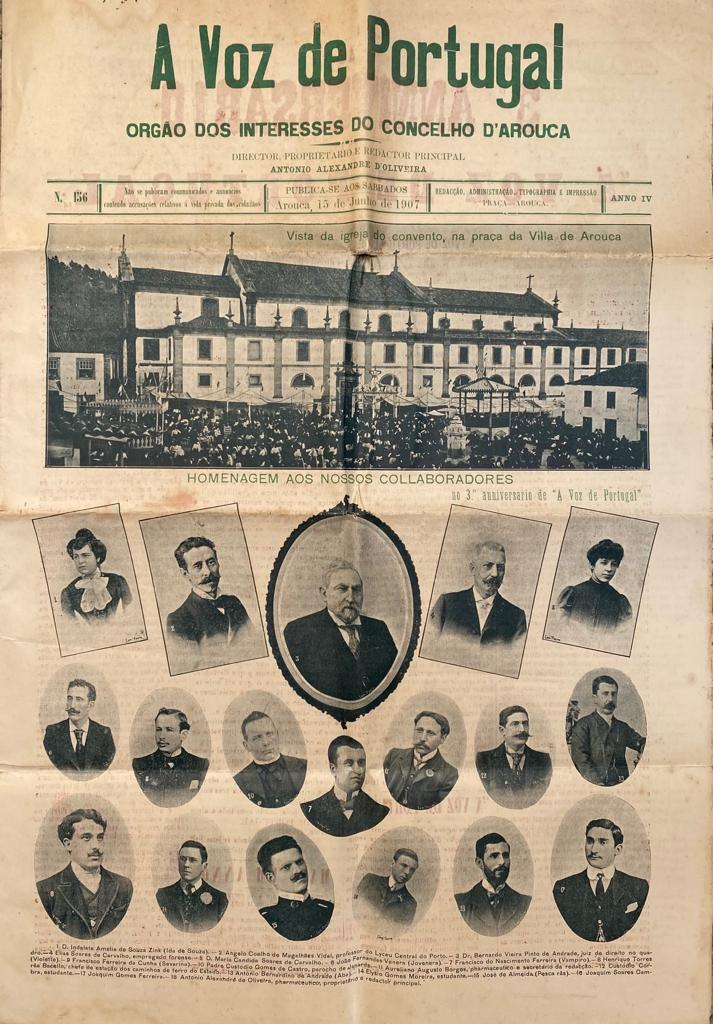
Edição do jornal de 1907 - 3º aniversário

- D. Indaleta Amélia de Souza Zink (Ida de Souza)
- Ângelo Coelho de Magalhães Vidal, Professor do Lyceu Central do Porto
- Dr. Bernardo Vieira Pinto de Andrade, de Sobrado de Paiva, Juiz de Direito
- Dr. Arnaldo Fragateiro de Pinho Branco, Delegado do Procurador Regio (Esmeralda)
- Elias Soares de Carvalho, empregado forense
- D. Maria Cândida Soares de Carvalho, estudante
- João Fernandes Venera (Jovenera)
- Francisco do Nascimento Ferreira (Vampiro)
- Henrique Torres (Violette)
- Francisco Ferreira da Cunha (Sevarina / Luarina)
- Padre Custódio Gomes de Castro, Parocho de Janarde
- Aureliano Augusto Borges, Pharmacêutico e secretário da Redacção
- Custódio Corrêa Bacello, Chefe de Estação dos Caminhos de Ferro do Estado
- António Bernardino de Andrade, de Alvarenga (Aba)
- Elysio Gomes Moreira, Estudante
- José de Almeida (Pesca-Rãs)
- Joaquim Soares Cambra, Estudante
- Joaquim Gomes Ferreira
- António Alexandre de Oliveira, Pharmaceutico, proprietário e redactor principal

### Outros colaboradores
- A. Pinho
- Padre Albino de Pinho

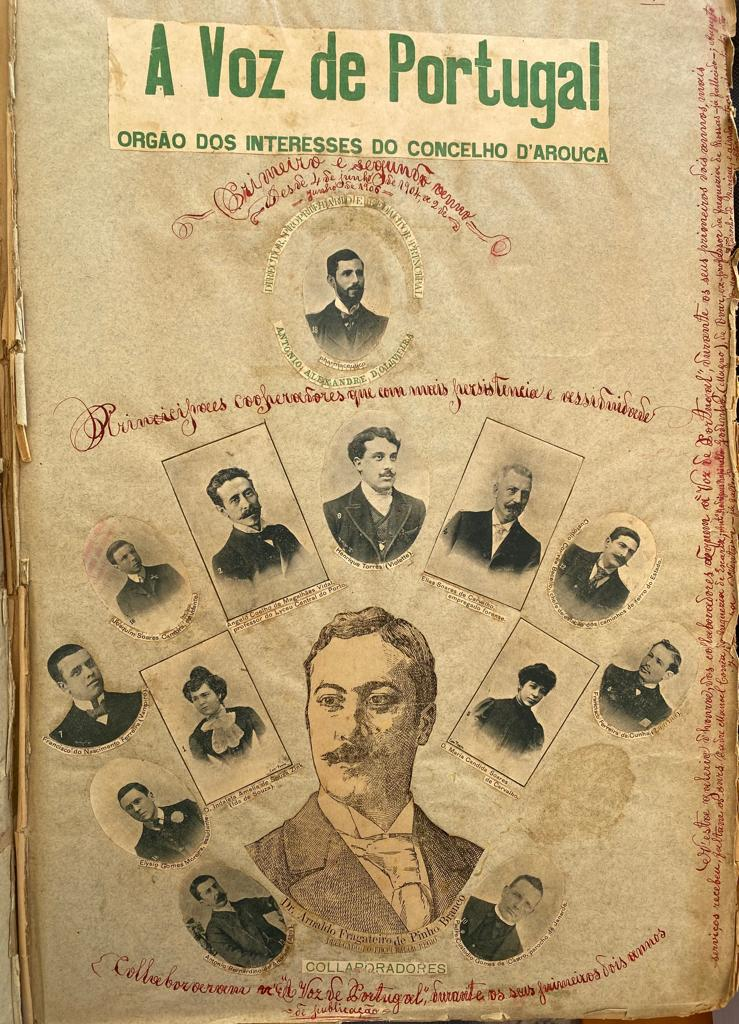
Fotos dos colaboradores do jornal, Junho 1906

- António Ferreira Brandão d’Azevedo
- Padre António Gonçalves Moreira
- António Rodrigues Rapinaldo Godinho (Magno)
- Armando Ferreira  Machado
- “Bis”
- Eduardo Tavares Duarte
- F. Lima
- Dr. Francisco Sabrosa Waldemar Machado
- “Gazeteiro”
- Henrique Armando da Cruz
- J. P. da Silva e Costa
- Padre João F. Vilaça
- Joaquim R. Pereira da Silva, de S. Joaquim
- Joaquim da Silva Pinho
- José Corrêa Bacello
- José Corrêa Tavares
- José Rodrigues de Figueiredo
- José Tavares Duarte
- "Lafontaine”
- Padre M. G. de Castro
- Padre Manuel Correia
- M. Brandão
- “M. L.”
- M. Marcelino
- Martinho Gomes Moreira (Victor)
- “Marquez de Verveine”
- “Mercúrio”
- Oliveira Pinhal
- Pedro G. da Silva
- Rebello
- Schiappa Ventura
- Dr. Silva Dias
- “Veritas”
- “Z”

## Localização
O jornal encontra-se para consulta na Biblioteca Nacional de Portugal, em Lisboa, na Biblioteca Geral da Universidadede de Coimbra e na Biblioteca Pública Municipal do Porto (quase todos os números de 27/07/1907 até ao final). Encontram-se disponíveis para consulta 188 números na Associação de Defesa do Património de Arouca, incluindo o primeiro e o último números, recolhidos ativamente pela Associação.